# Renacer
Pour plus de détails, voir Fiche technique et Distribution.
Renacer, parfois connu sous son titre anglais Reborn, est un drame fantastique espagnol réalisé par Bigas Luna et sorti en 1981.

## Synopsis
Un homme découvre que sa petite amie porte les stigmates de la crucifixion (marques sur les pieds et les mains). Dès lors, il va tenter de la protéger à tout prix d'un ambitieux prédicateur de télévision qui tentera d'exploiter le « miracle » pour gagner de l'argent.

## Fiche technique
- Titre original : Renacer[1] (litt. « Renaître »)
- Réalisation : Bigas Luna
- Scénario : Bigas Luna, Ángel Jovè, Consol Tura
- Photographie : Juan Ruiz-Anchia
- Montage : Anastasi Rinos
- Musique : Scott Harper
- Production : Luis Herce
- Studio de production : Clear Concept Productions, Diseno y Produccion De Films
- Pays de production :  Espagne
- Langue originale : espagnol
- Format : couleurs - 2,35:1 - Son mono - 35 mm
- Genre : drame fantastique
- Durée : 105 minutes
- Dates de sortie :
  - Italie : septembre 1981 (Mostra de Venise 1981)
  - Espagne : 27 septembre 1981

## Distribution
- Dennis Hopper : Révérend Tom Hartley
- Antonella Murgia : Maria
- Michael Moriarty : Mark
- Francisco Rabal : Giacomo
- Kit Massengill : Reed
- Charles Bacarisse : Charles
- Robert Dunn : Shilo

## Accueil
Le film fait un bide en salles.

### Distinctions
- Festival international du film de Saint-Sébastien 1981 : candidature au meilleur film[3]